# Jacki Weaver

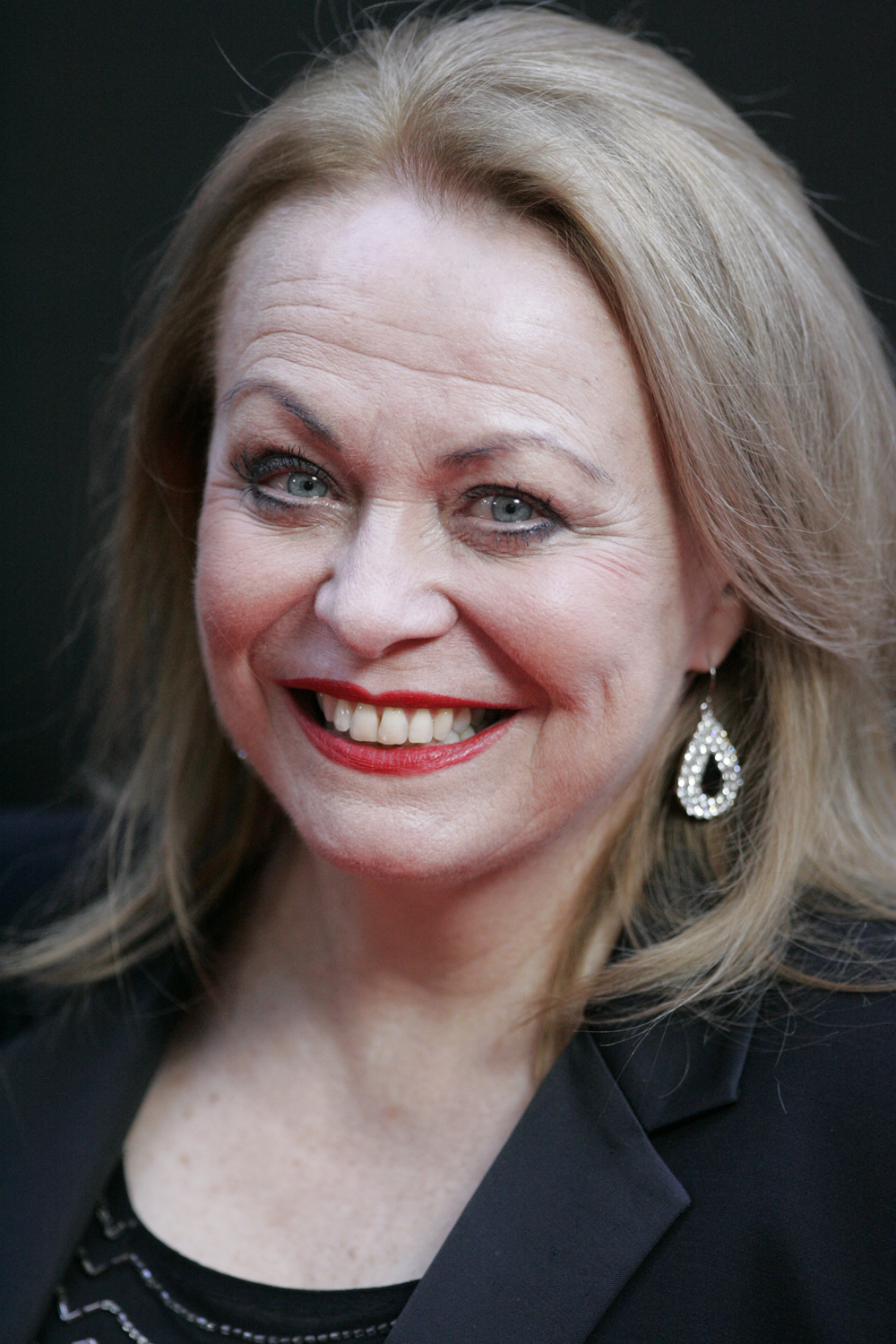
Jacki Weaver (2012)

Jacqueline Ruth „Jacki“ Weaver AO (* 25. Mai 1947 in Hurstville) ist eine australische Schauspielerin. 
Sie wurde 2011 und 2013 jeweils für einen Oscar als beste Nebendarstellerin nominiert.

## Leben
Weaver spielte seit den 1970er Jahren in zahlreichen Kinofilmen, TV-Produktionen und Theateraufführungen mit. Für ihre Rolle der Anna in dem Kinofilm Stork von Tim Burstall bekam sie 1971 den Australian Film Institute Award für die beste weibliche Hauptrolle. 1976 folgte eine Auszeichnung als beste Nebendarstellerin in dem Film Caddie von Donald Crombie. 
Größere internationale Bekanntheit erreichte Weaver 2010 durch ihre Rolle der Janine Cody in dem Film Königreich des Verbrechens von David Michôd. Sie erhielt dafür zahlreiche Preise, darunter eine erneute Auszeichnung des Australien Film Institute als beste Hauptdarstellerin sowie u. a. den National Board of Review Award, den LAFCA-Award und den Satellite Award als beste Nebendarstellerin. Dazu kam eine zweistellige Anzahl an Nominierungen für verschiedene amerikanische Filmpreise, darunter auch Nominierungen in der Kategorie Beste Nebendarstellerin bei den wichtigsten Filmpreisen Oscar, Golden Globe und BFCA-Award.
2012 spielte Weaver in dem Film Silver Linings gemeinsam mit Robert De Niro die Eltern des Hauptdarstellers Bradley Cooper. Für diese Rolle wurde sie erneut für einen Oscar in der Kategorie Beste Nebendarstellerin nominiert.

## Filmografie (Auswahl)
- 1971: Stork
- 1973: Alvin Purple
- 1974: Petersen
- 1975: Picknick am Valentinstag (Picnic at Hanging Rock)
- 1975: The Removalists
- 1976: Caddie
- 1982: Squizzy Taylor
- 1983: Abra Cadabra
- 1985: Die Perfektionistin (The Perfectionist)
- 1996: Cosi
- 1997: The Two-Wheeled Time Machine
- 2010: Königreich des Verbrechens (Animal Kingdom)
- 2010: Summer Coda
- 2012: Fast verheiratet (The Five-Year Engagement)
- 2012: Silver Linings (Silver Linings Playbook)
- 2013: Stoker
- 2013: Parkland
- 2013: Haunt
- 2014: The Voices
- 2014: Gracepoint (Fernsehserie, 10 Episoden)
- 2015: Blunt Talk
- 2015: Equals – Euch gehört die Zukunft (Equals)
- 2016: Secret City (Fernsehserie)
- 2017: The Disaster Artist
- 2018: Widows – Tödliche Witwen (Widows)
- 2018: Bird Box – Schließe deine Augen (Bird Box)
- 2018: Unersetzlich (Irreplaceable You)
- 2019: Zeroville
- 2020: The Grudge
- 2020: Beflügelt – Ein Vogel namens Penguin Bloom (Penguin Bloom)
- 2020: Stage Mother
- 2021: Zurück ins Outback (Back to the Outback, Stimme)
- 2022: Father Stu
- 2022: Wildflower
- 2022: American Murderer
- 2023: Hello Tomorrow! (Fernsehserie)
- 2024: Memoir of a Snail (Stimme)

## Auszeichnungen
- 1971: Australian Film Institute Award als Beste Hauptdarstellerin in Stork
- 1976: Australian Film Institute Award als Beste Nebendarstellerin in Caddie
- 1980: Varity Club Award für They're Playing Our Song
- 1985: Best Actress Award für Shadowlands
- 1991: Best Actress Award für The Sisters Rosensweig
- 2010: Australian Film Institute Award als Beste Hauptdarstellerin in Animal Kingdom
- 2010: National Board of Review Award als Beste Nebendarstellerin in Animal Kingdom
- 2010: LAFCA-Award als Beste Nebendarstellerin in Animal Kingdom
- 2010: San Francisco Film Critics Circle Award als Beste Nebendarstellerin in Animal Kingdom
- 2010: Satellite Award als Beste Nebendarstellerin in Animal Kingdom
- 2010: Utah Film Critics Association Award als Beste Nebendarstellerin in Animal Kingdom
- 2011: Oscar-Nominierung als Beste Nebendarstellerin für Animal Kingdom
- 2013: Oscar-Nominierung als Beste Nebendarstellerin für Silver Linings
- 2014: Officer des Order of Australia[1]